# Iglesia de San Paolo Converso
La iglesia de San Paolo Converso es una iglesia desconsagrada ubicada en el centro histórico de Milán, en la intersección de Corso Italia y Piazza Sant'Eufemia.

## Historia
La iglesia de San Paolo Converso nació como iglesia del convento contiguo de la Congregación de las Hermanas Angelicales. La primera piedra del edificio se colocó en 1549 y su construcción continuó hasta 1580. Entre 1599 y 1611, el lado izquierdo, que da a la Piazza Sant'Eufemia, fue reconstruido según un diseño de Ercole Turati, mientras que la fachada actual data de 1619 y es obra de Giovan Battista Crespi, conocido como Cerano. El nuevo altar mayor, obra de Giulio Gallori y Ambrogio Pedetti, data de 1767.
En 1808, tras las supresiones conventuales de la época napoleónica, el monasterio fue desalojado, la iglesia desconsagrada y utilizada como almacén. En 1932 se llevó a cabo la restauración conservadora, dirigida por el arquitecto Mezzanotte, de todos los frescos de la sala que a partir de ese momento se utilizaría como sala para conciertos de música sacra. Dotado de una excelente acústica, sirvió como estudio de grabación de grabaciones desde principios de los años 1960, para el sello discográfico La Voce del Padre, que las vendió a Vittorio Buffoli y Giacomo Mazzini, el padre de Mina, que acababa de fundar el PDU. El renovado estudio de grabación activo desde 1970, llamado 'La Basílica', estará ubicado dentro de la iglesia hasta 1982.
De 2014 a 2019 albergó la sede de Locatelli Partners, un estudio de arquitectura milanés fundado por Giovanna Cornelio, Massimiliano Locatelli y Annamaria Scevola.
Desde 2016 también acoge Converso, un espacio expositivo dedicado al arte contemporáneo, también fundado por Locatelli Partners.
En 2017, el artista Asad Raza transformó parte de la iglesia en una cancha de tenis como operación artística.

## Descripción

### Exterior

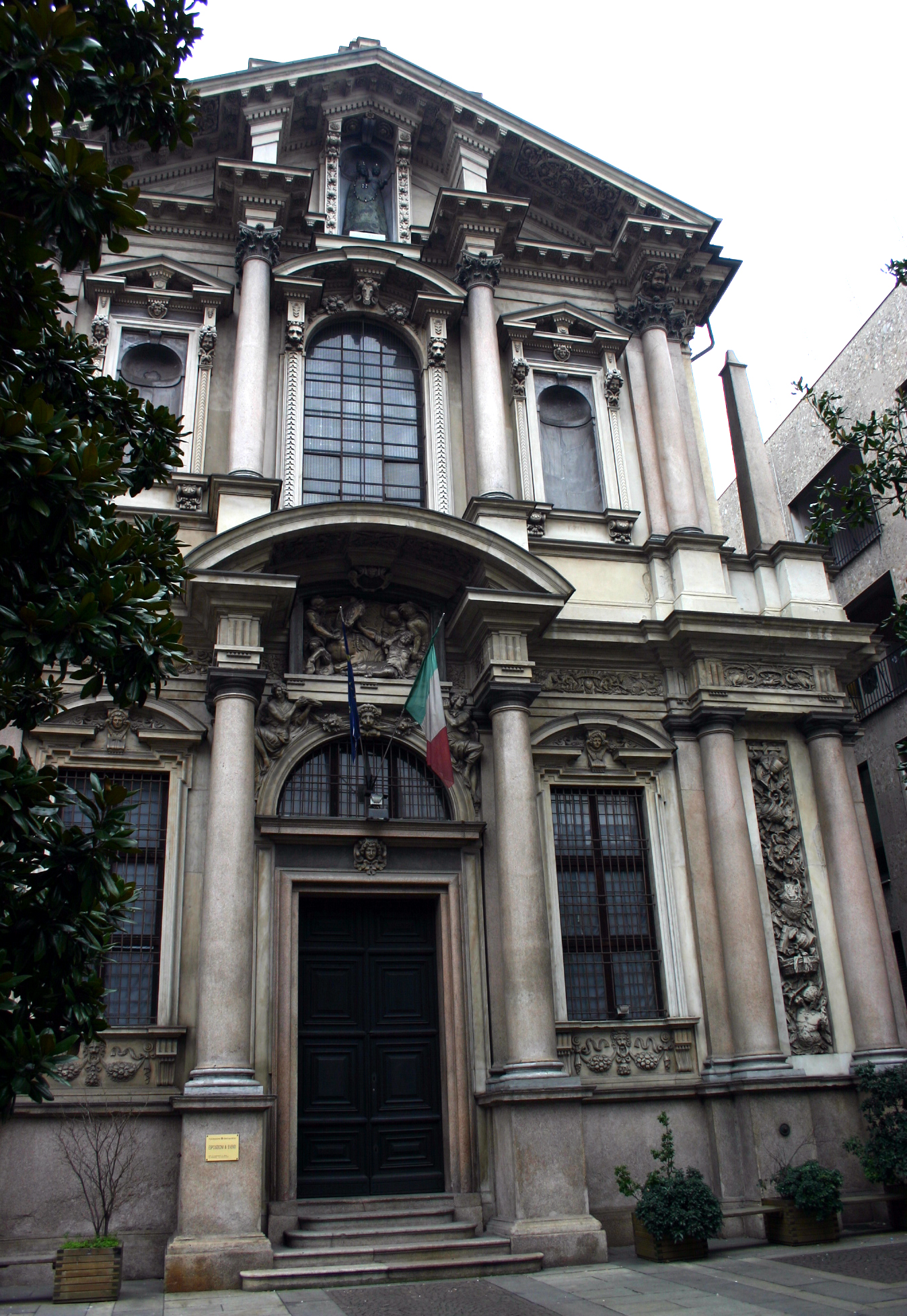
la fachada

Externamente, sólo es visible el lado izquierdo de la iglesia, adyacente a la Piazza Sant'Eufemia y animado por pilastras corintias, y la fachada, construida entre 1611 y 1619 según un diseño de Cerano. Está dividido verticalmente por una línea imaginaria, compuesta por la cornisa labrada en bajorrelieve y el tímpano de la portada, y horizontalmente por columnas toscanas en la parte inferior, corintias en la superior. La banda inferior, en la que se abre el portal y dos ventanas rectangulares, está decorada con bajorrelieves de Gian Andrea Biffi y Giovanni Bono; el superior, en cambio, tiene una gran ventana arqueada flanqueada por dos hornacinas de medio punto. De algunas estampas se deduce que, originalmente, sobre el tímpano, existía un grupo escultórico compuesto por tres ángeles.

### Interior
La distribución interna de la iglesia sigue la de la iglesia de San Maurizio al Monastero Maggiore, obra de Gian Giacomo Dolcebuono, cuya construcción se inició en 1503. De hecho, como en San Maurizio, también en San Paolo Converso encontramos una nave cubierta con bóveda de cañón y flanqueada por capillas laterales y separada por la mitad por una medianera, que separaba el espacio reservado a las monjas del reservado a la asamblea. Incluso en el fresco del techo, obra de Giulio Campi, se recuerda el esquema de San Maurizio: de hecho, se pinta una falsa arquitectura en perspectiva que recuerda la galería de mujeres de la mencionada iglesia; sin embargo, el tema principal del fresco es la Asunción de María al cielo. En el interior de la iglesia se conservan diversas pinturas de fina factura, como las del presbiterio, de Giulio y Antonio Campi, que representan la Conversión, el Bautismo, el Milagro y el Martirio de San Pablo Apóstol, y el Martirio de San Lorenzo. Otra obra de notable interés es un lienzo de gran tamaño de Cerano que representa el bautismo de San Agustín.
El altar mayor es de mármol policromado y data del siglo XVIII.